# Chikako (nome)
Chikako  è un nome proprio di persona giapponese femminile.

## Origine e diffusione
Come la maggioranza dei nomi giapponesi, Chikako può essere ottenuto tramite varie combinazioni di kanji: una di quelle possibili è da 千 (chi, "mille"), 香 (ka, "profumo", "fragranza") e 子 (ko, "bambino").
I componenti fonetici di questo nome si possono ritrovare anche in vari altri nomi giapponesi; il primo, ad esempio, in Chinatsu, Chika, Chiyo e Chiyoko; il secondo in Haruka, Mika e Shizuka; il terzo in Fujiko, Keiko, Aiko, Yōko, Naoko, Tamiko, Akiko, Ayako, Atsuko e Reiko.

## Onomastico
È un nome adespota, cioè privo di santo patrono; l'onomastico può essere festeggiato il 1º novembre, per la ricorrenza di Ognissanti.

## Persone
- Chikako Murakami, cestista giapponese